# Linka M3 (metro v Budapešti)
M3, též Észak-déli metró (doslova Severojižní metro), hovorově hármas metró (česky metro trojka) nebo kék metró (česky modré metro), je linka budapešťského metra. Leží v pešťské části města a spojuje stanici Újpest-központ na severu se stanicí Kőbánya-Kispest na jihu. První část trasy, úsek Deák Ferenc tér – Nagyvárad tér, byl otevřen v roce 1976. K zatím poslednímu prodloužení došlo v roce 1990. Od té doby je linka dlouhá 17,3 km a nachází se na ní 20 stanic, což z ní činí nejdelší linku budapešťského metra. Ve stanici Deák Ferenc tér je možno přestoupit na linky M1 a M2. Od roku 2014 je přestupní i stanice Kálvin tér, a to na linku M4. V letech 2017–2023 probíhala celková rekonstrukce linky, během které byly postupně rekonstruovány všechny stanice.

## Historie
První plány na výstavbu třetí linky metra existovaly již v roce 1963. Jeho stavba začala v roce 1970 a první část, sestávající ze šesti stanic, byla otevřena roku 1976. Jižním směrem byla doplněna o dalších pět stanic v roce 1980 a severním postupně v letech 1981, 1984 a 1990 ještě o celkem devět stanic. Jednotlivé úseky byly zprovozňovány následovně:
- 1976: Deák Ferenc tér – Nagyvárad tér
- 1980: Nagyvárad tér – Kőbánya-Kispest
- 1981: Deák Ferenc tér – Lehel tér
- 1984: Lehel tér – Göncz Árpád városközpont
- 1990: Göncz Árpád városközpont – Újpest-központ

## Stanice

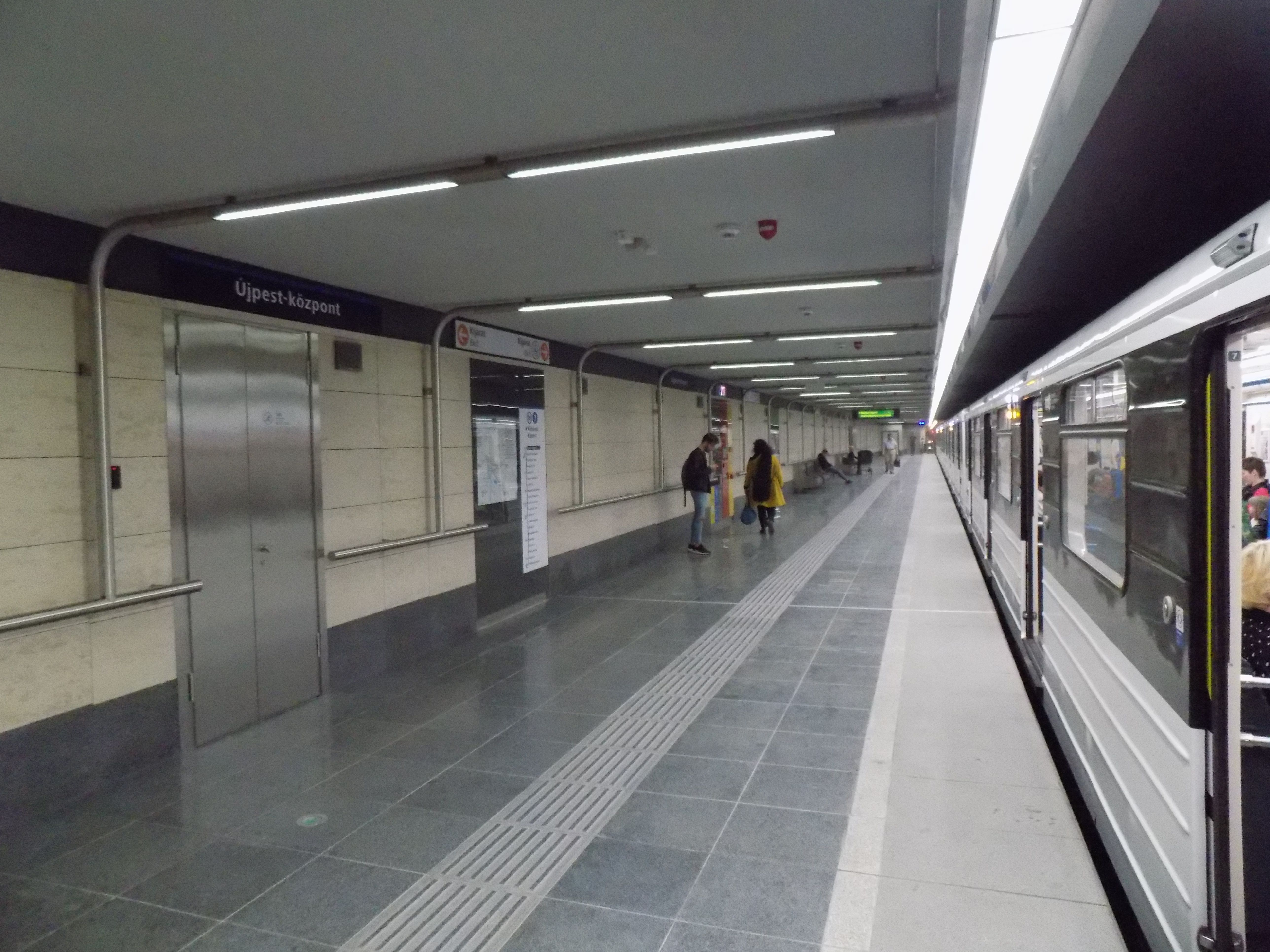
Újpest-központ (1990)
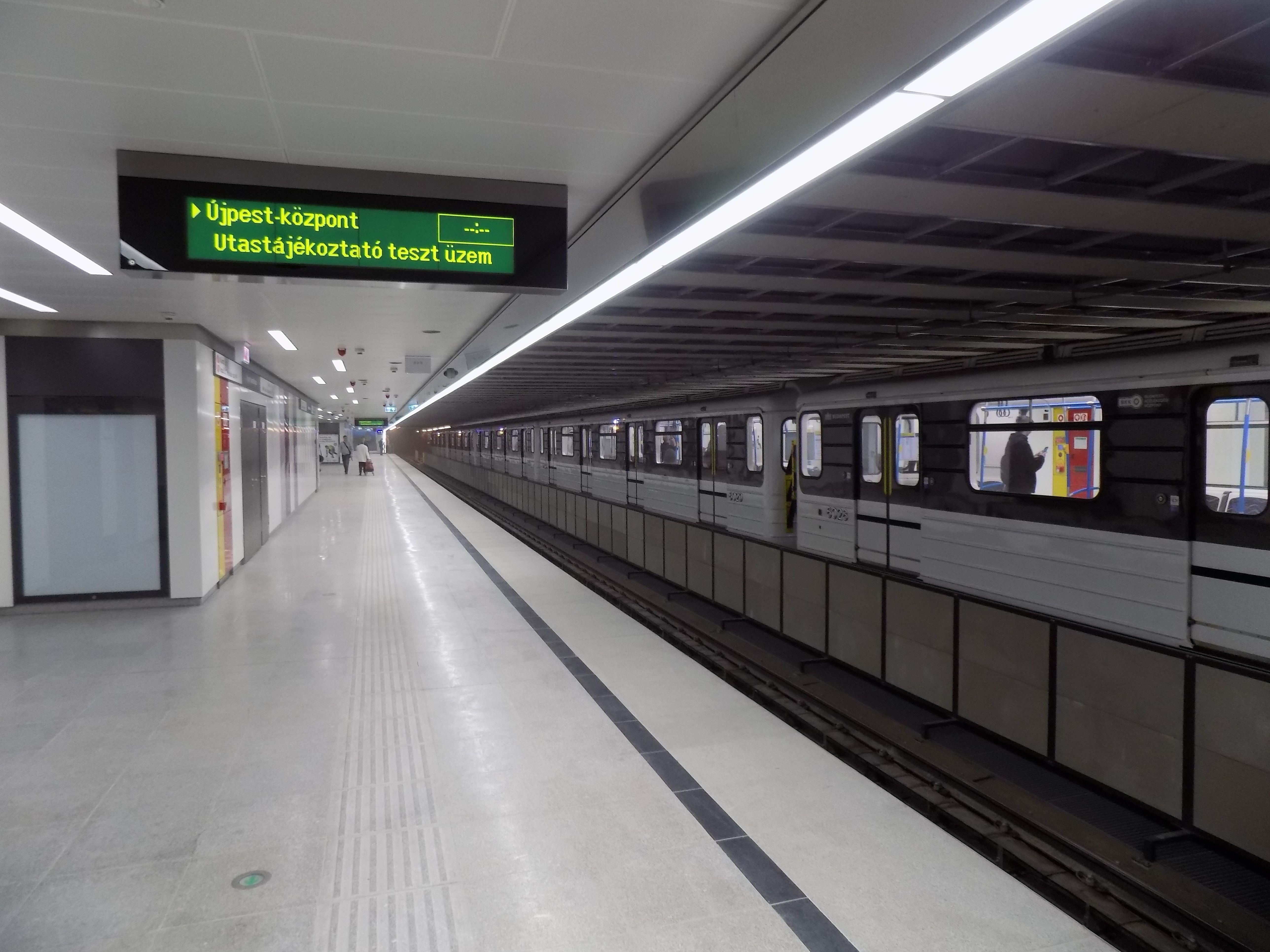
Újpest-városkapu (1990)
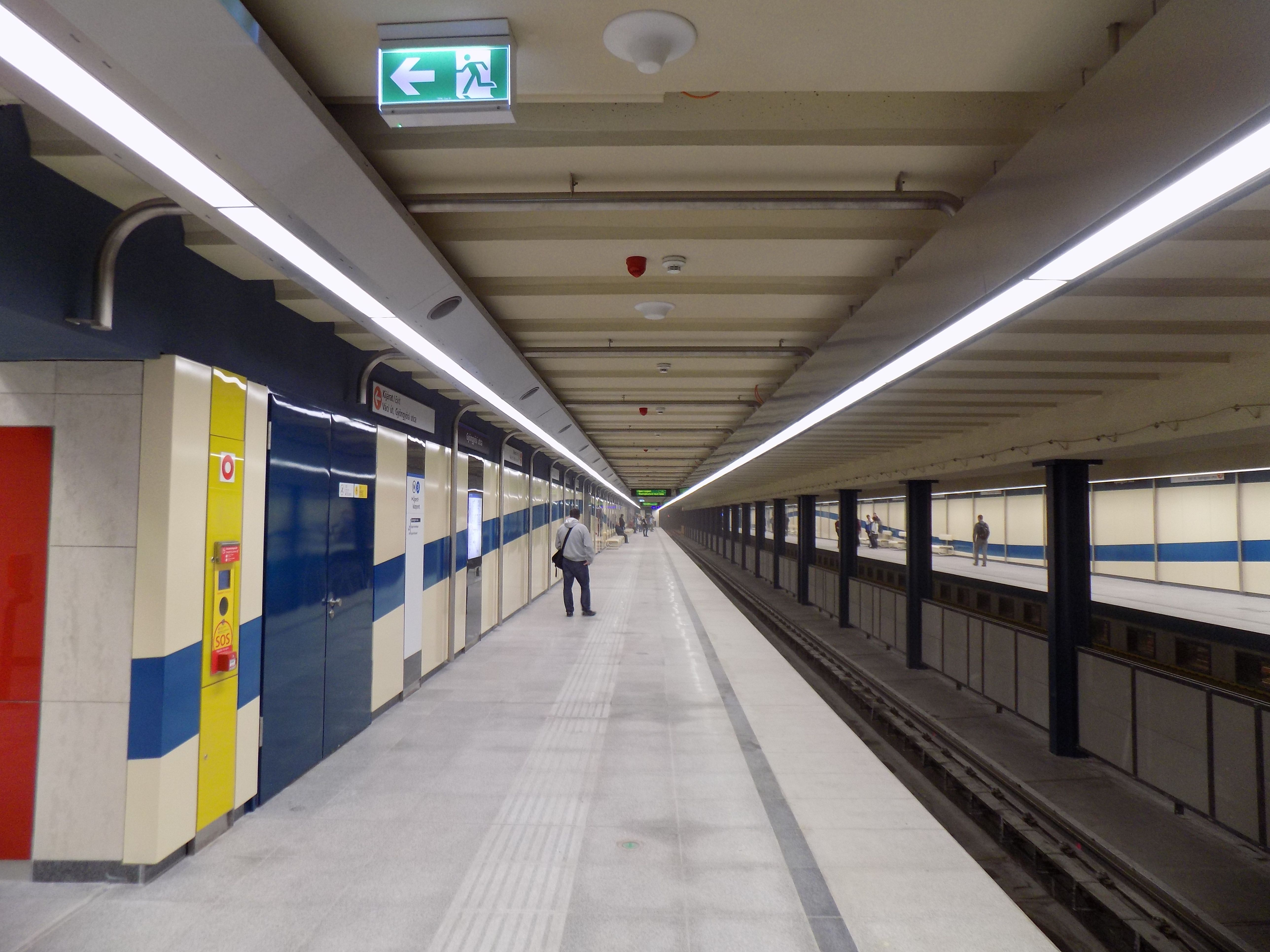
Gyöngyösi utca (1990)
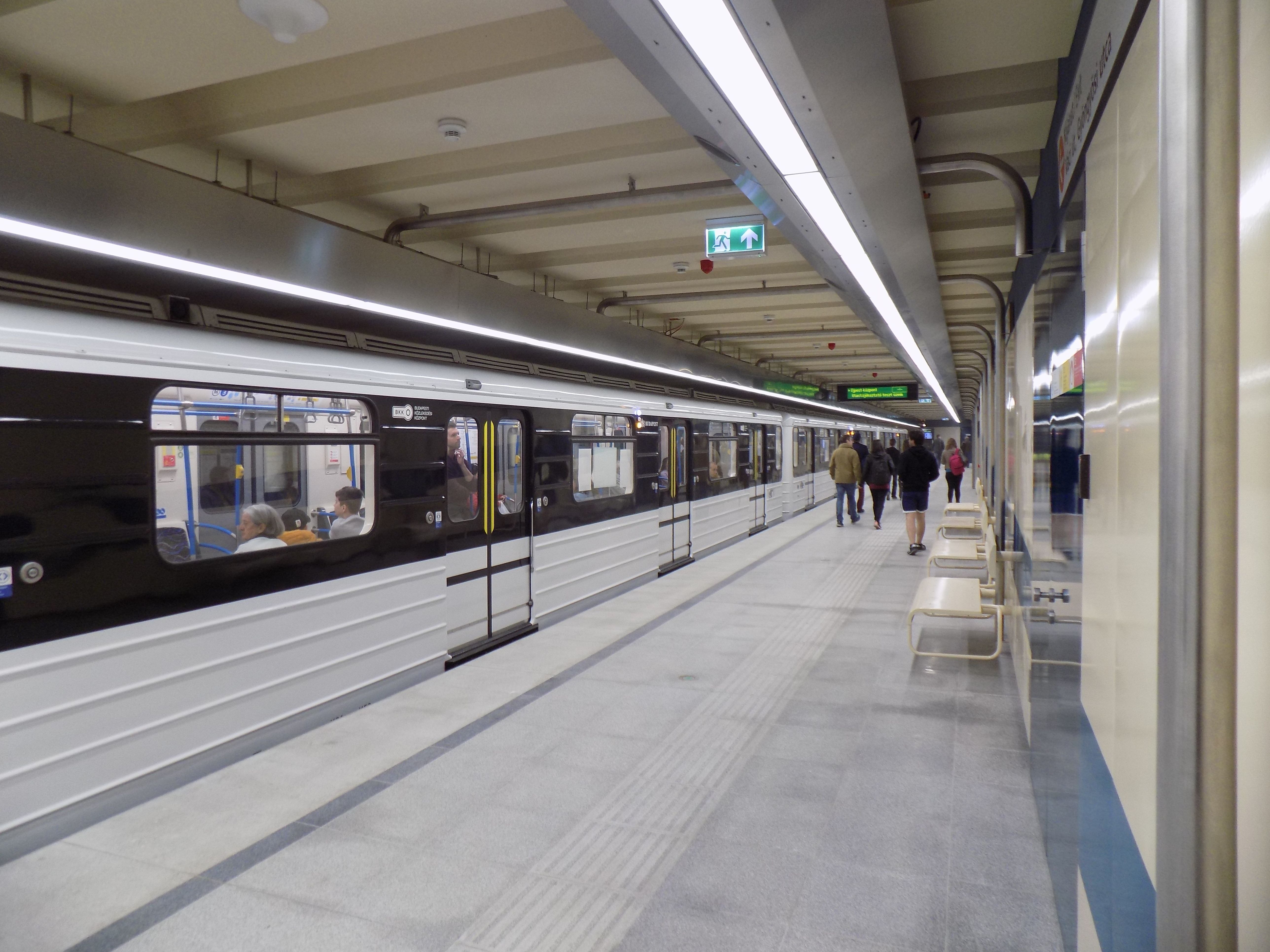
Forgách utca (1990)
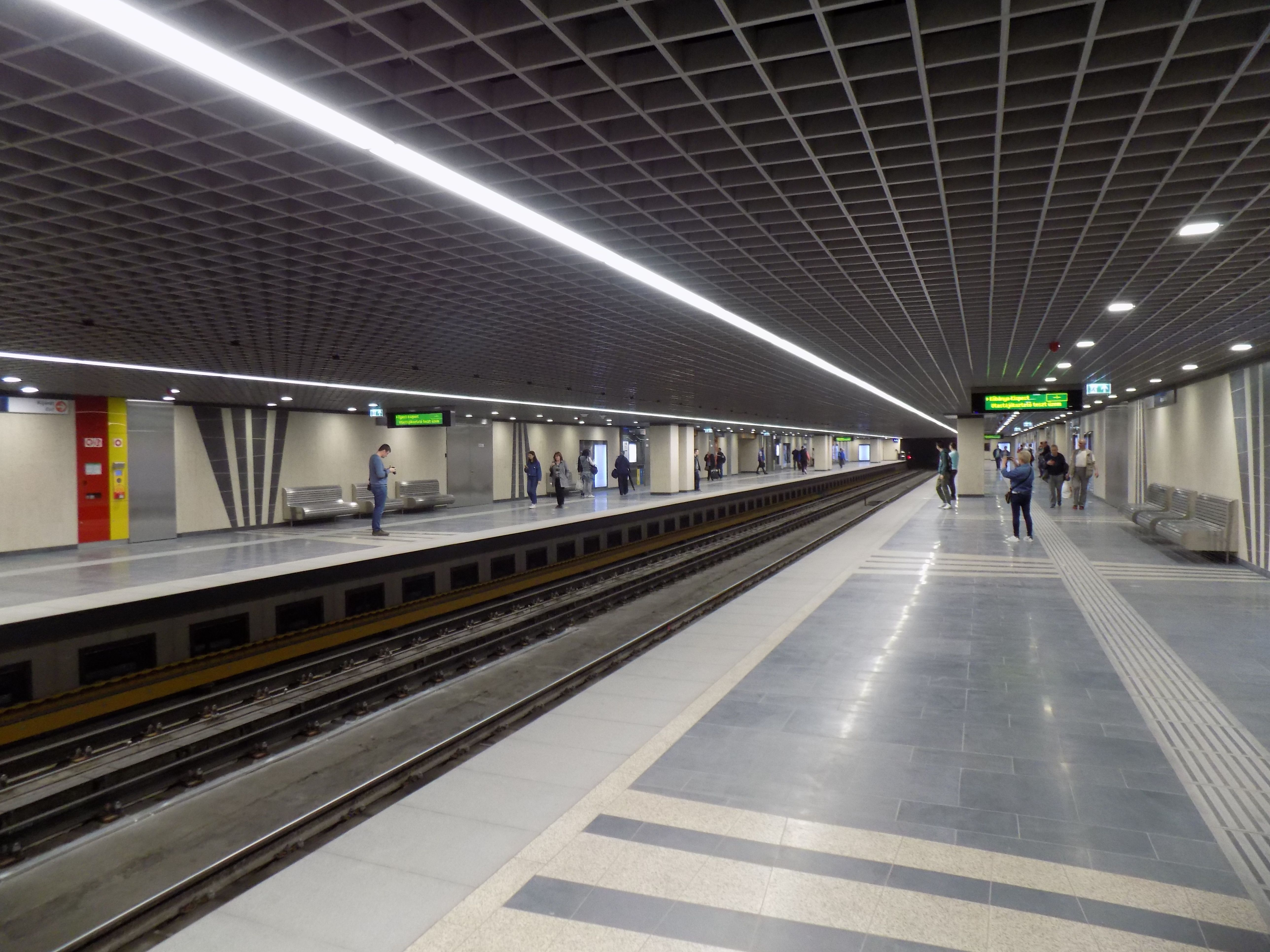
Göncz Árpád városközpont (1984)
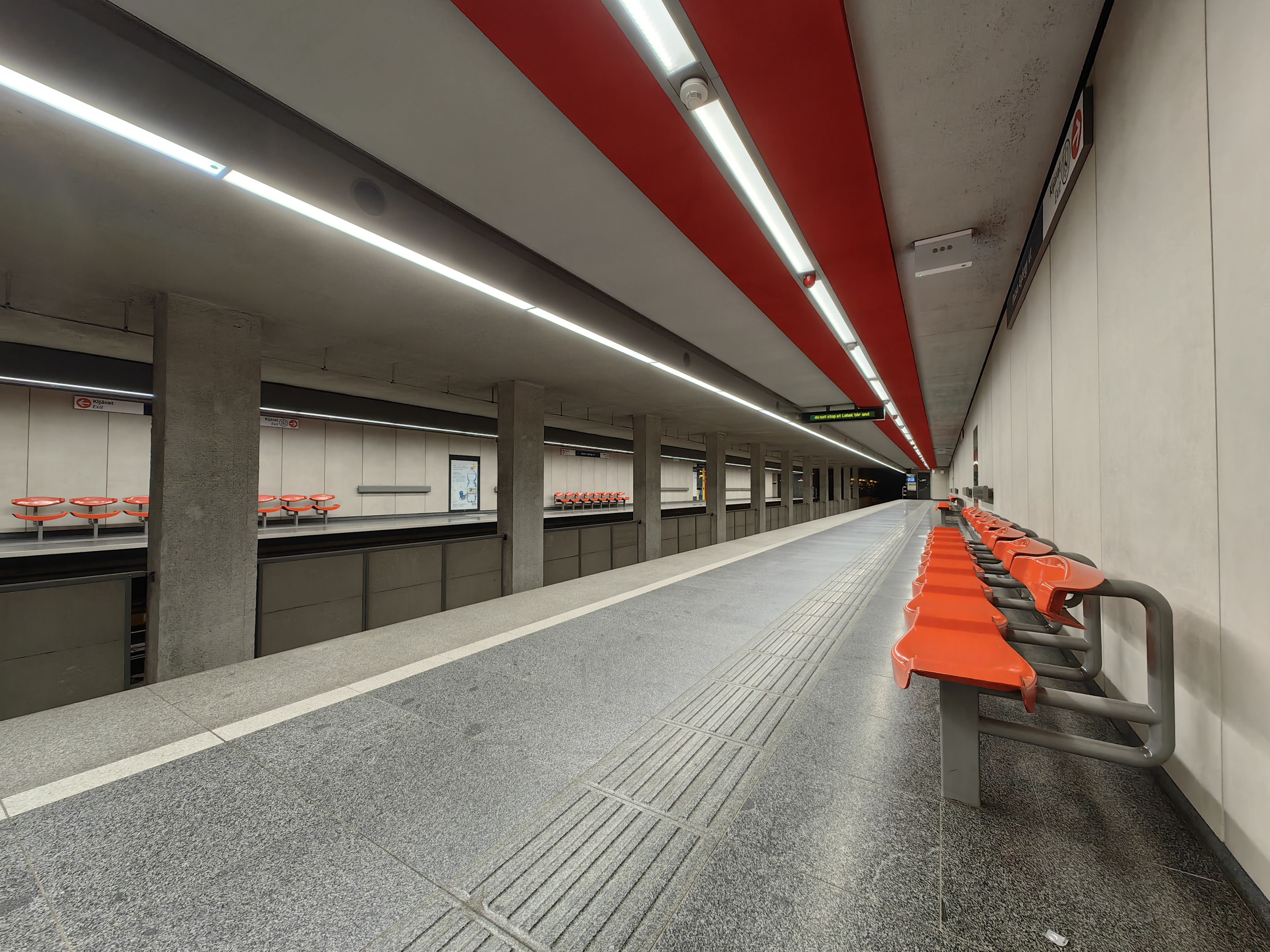
Dózsa György út (1984)
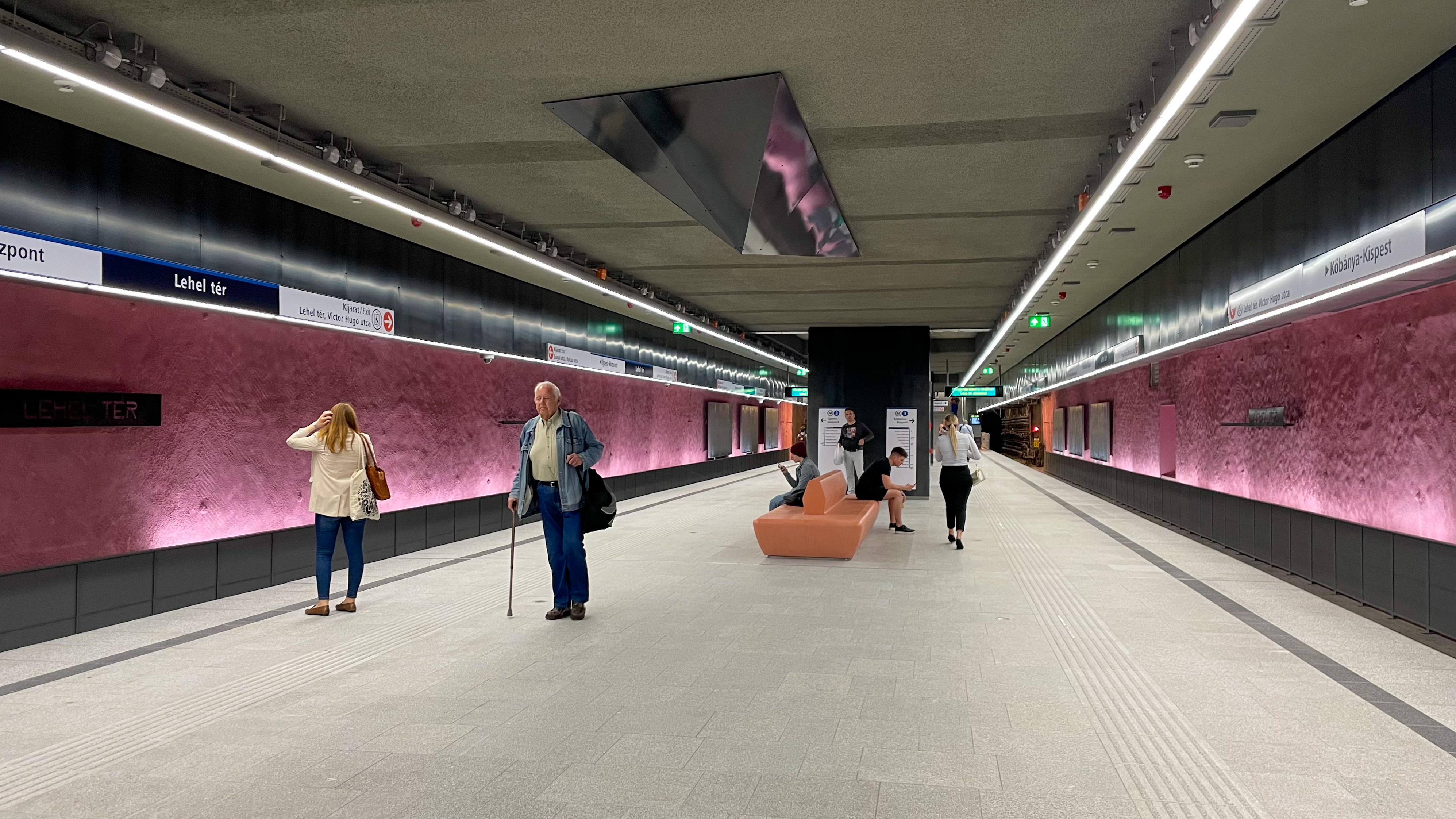
Lehel tér (1981)
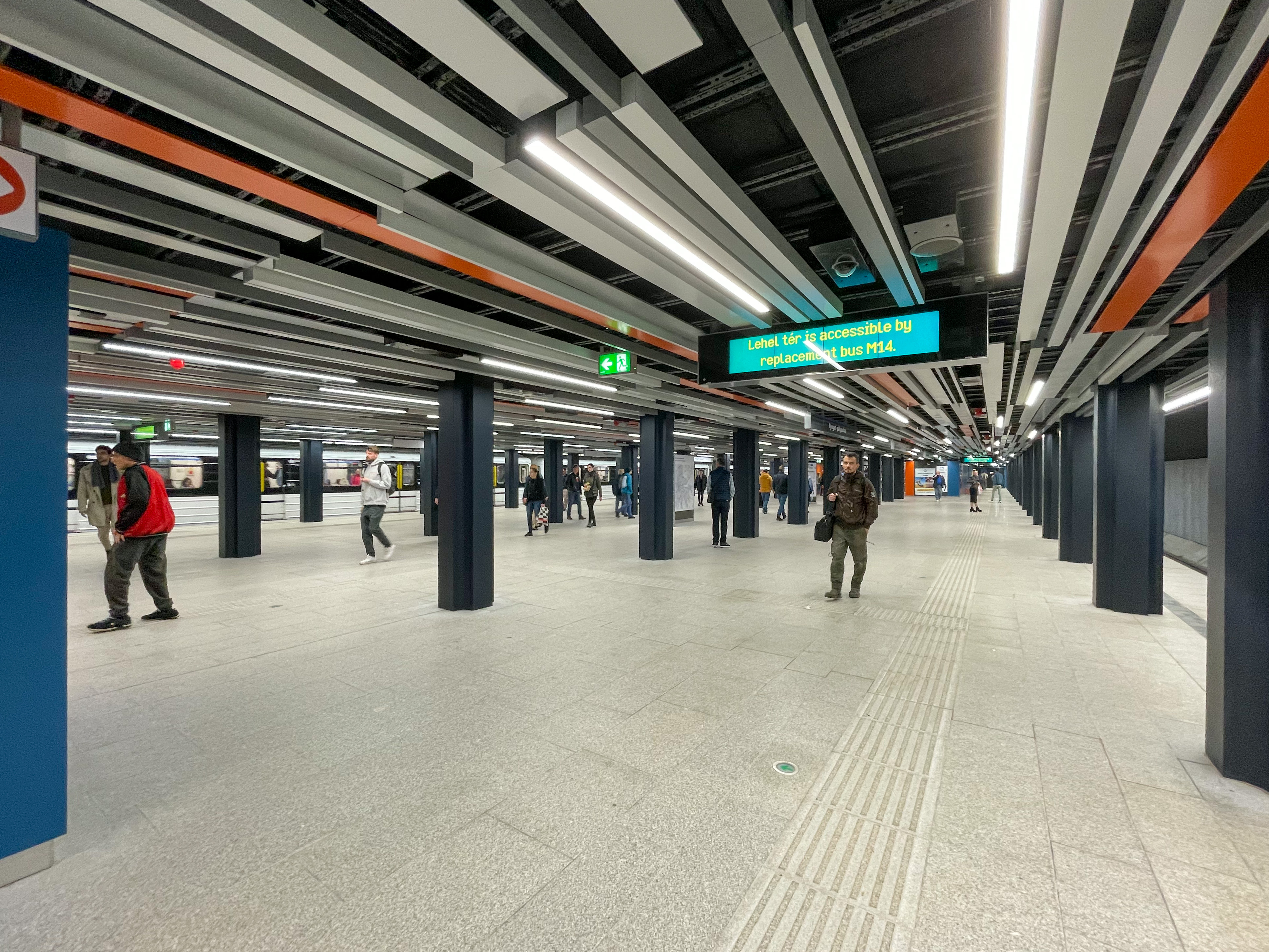
Nyugati pályaudvar (1981)
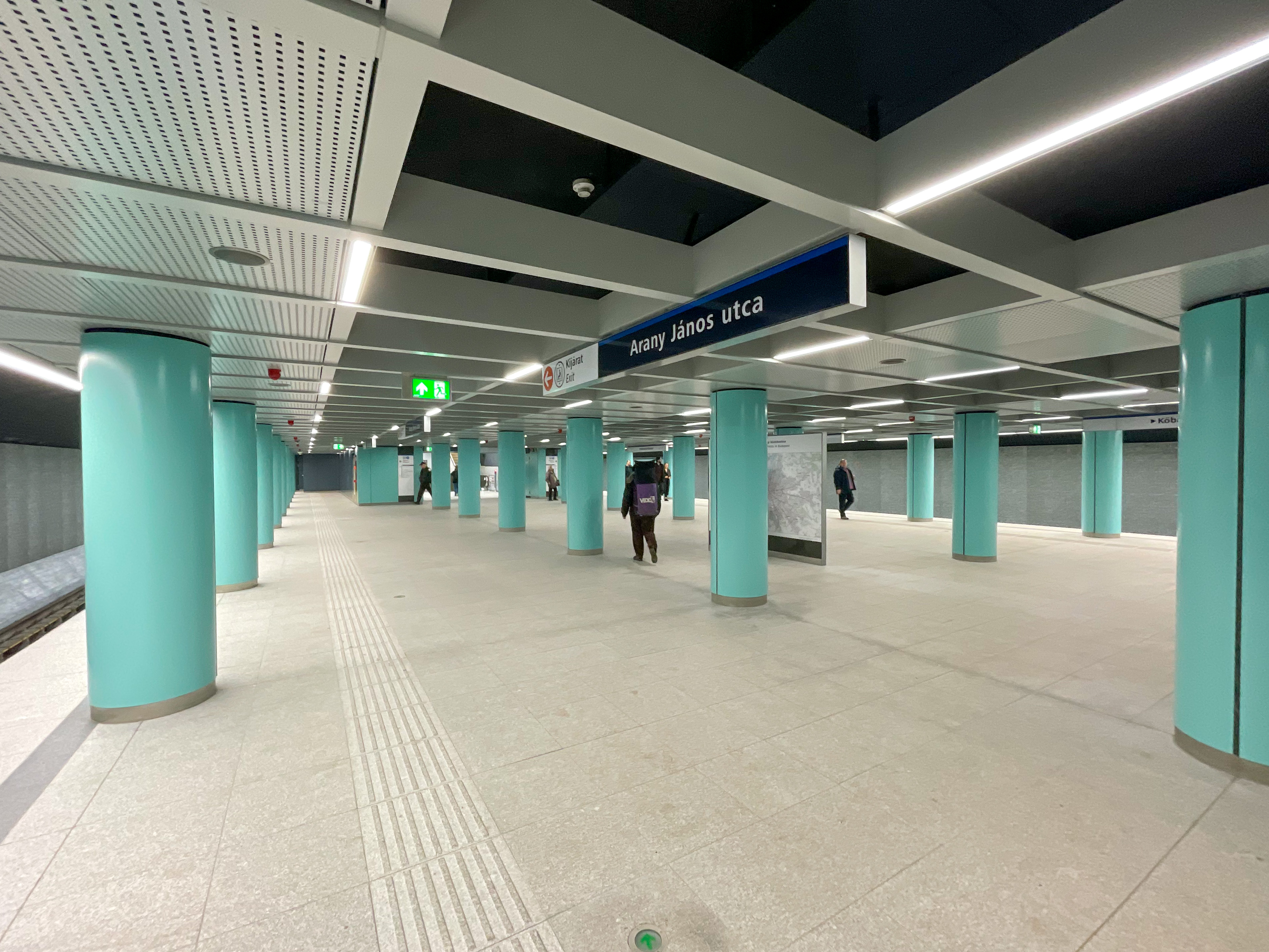
Arany János utca (1981)
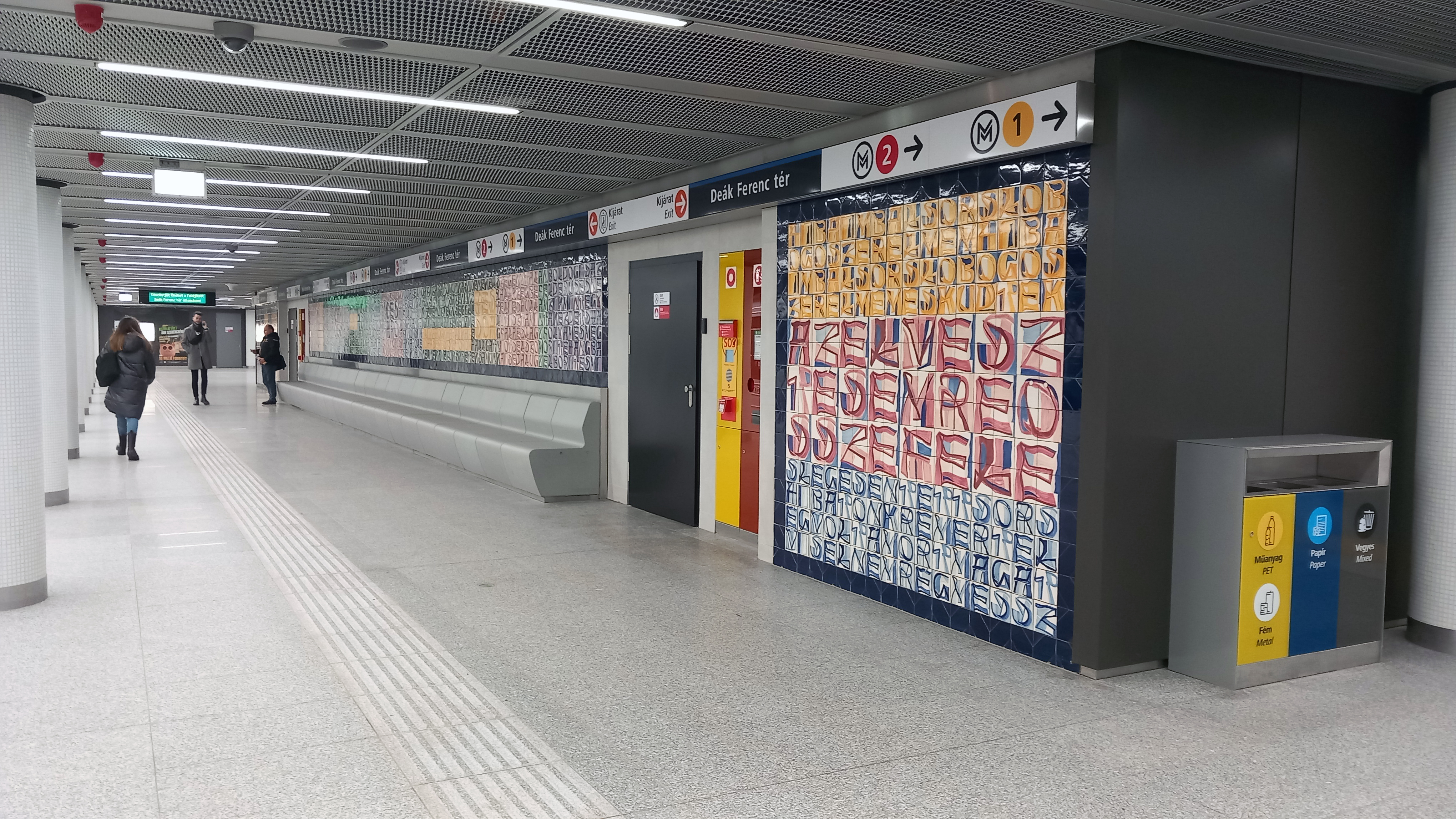
Deák Ferenc tér (1976)
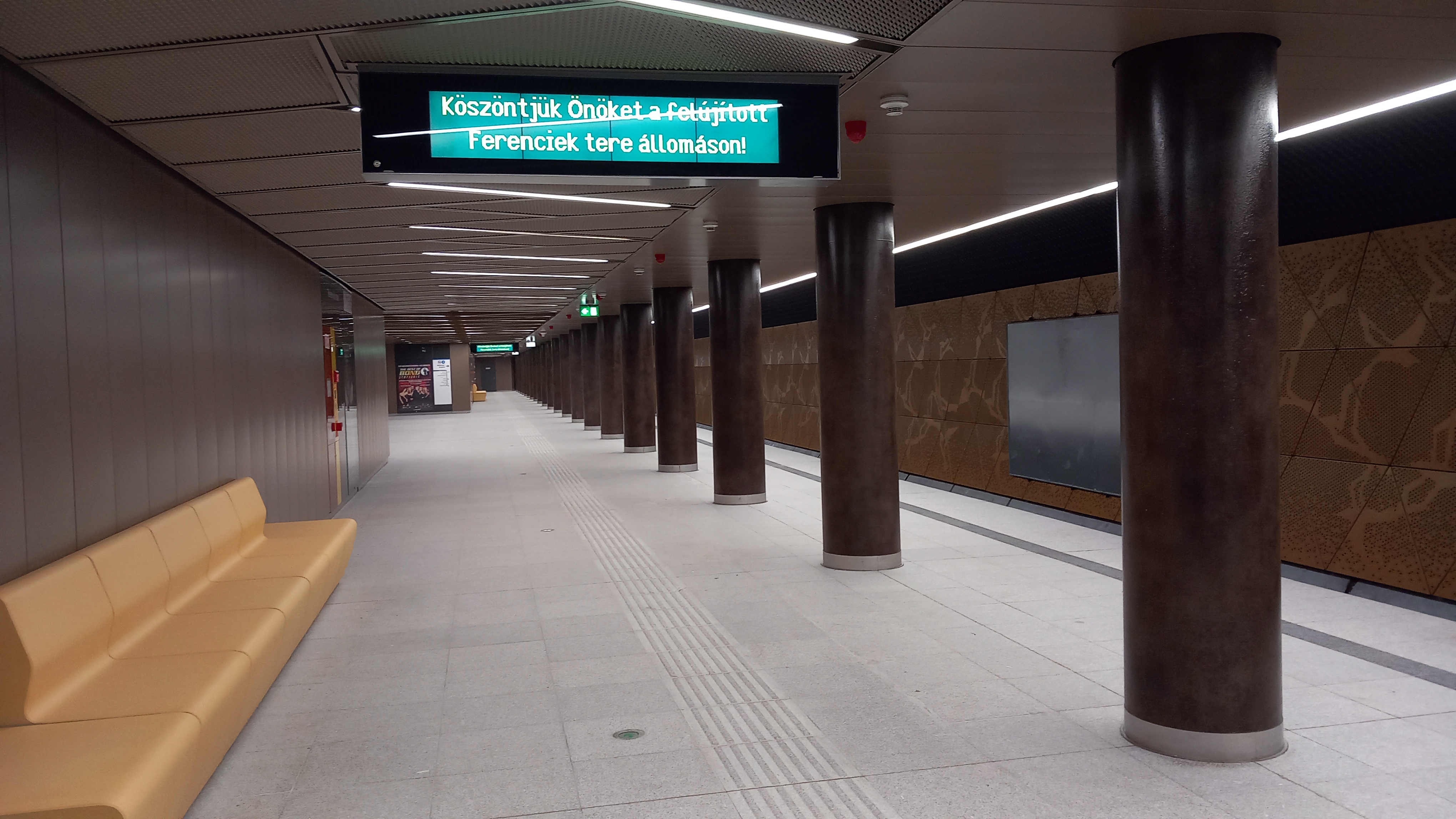
Ferenciek tere (1976)
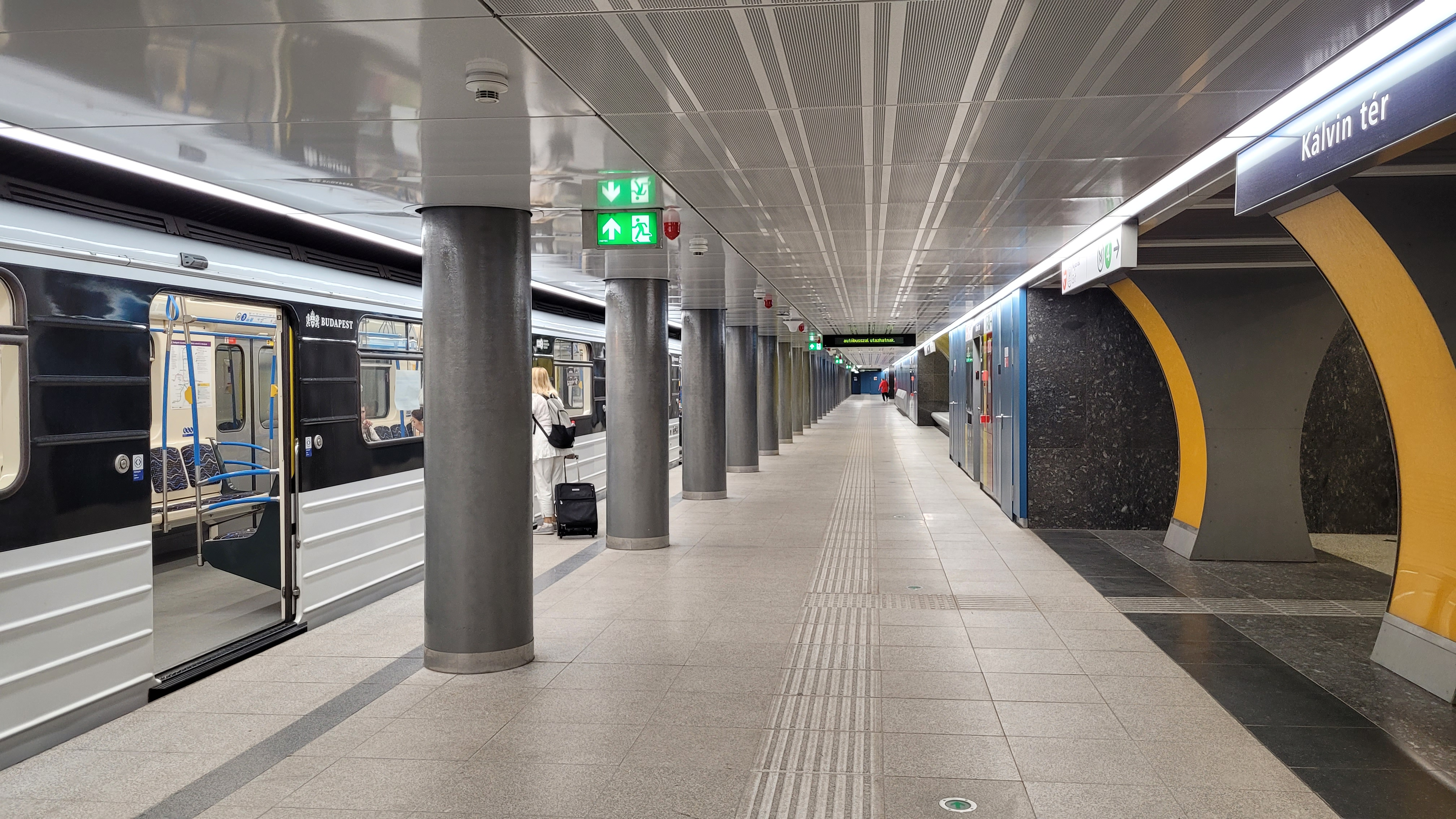
Kálvin tér (1976)
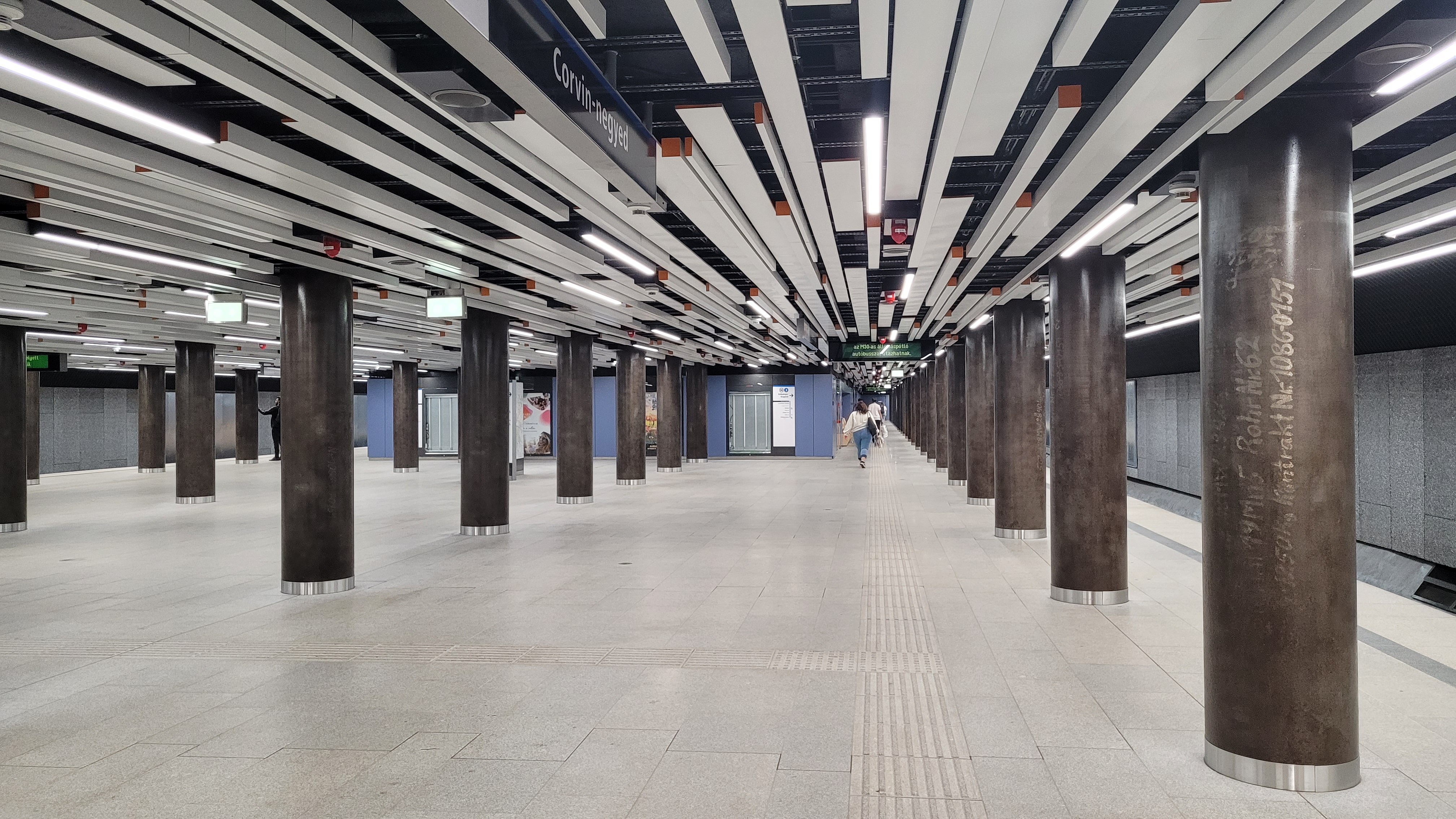
Corvin-negyed (1976)
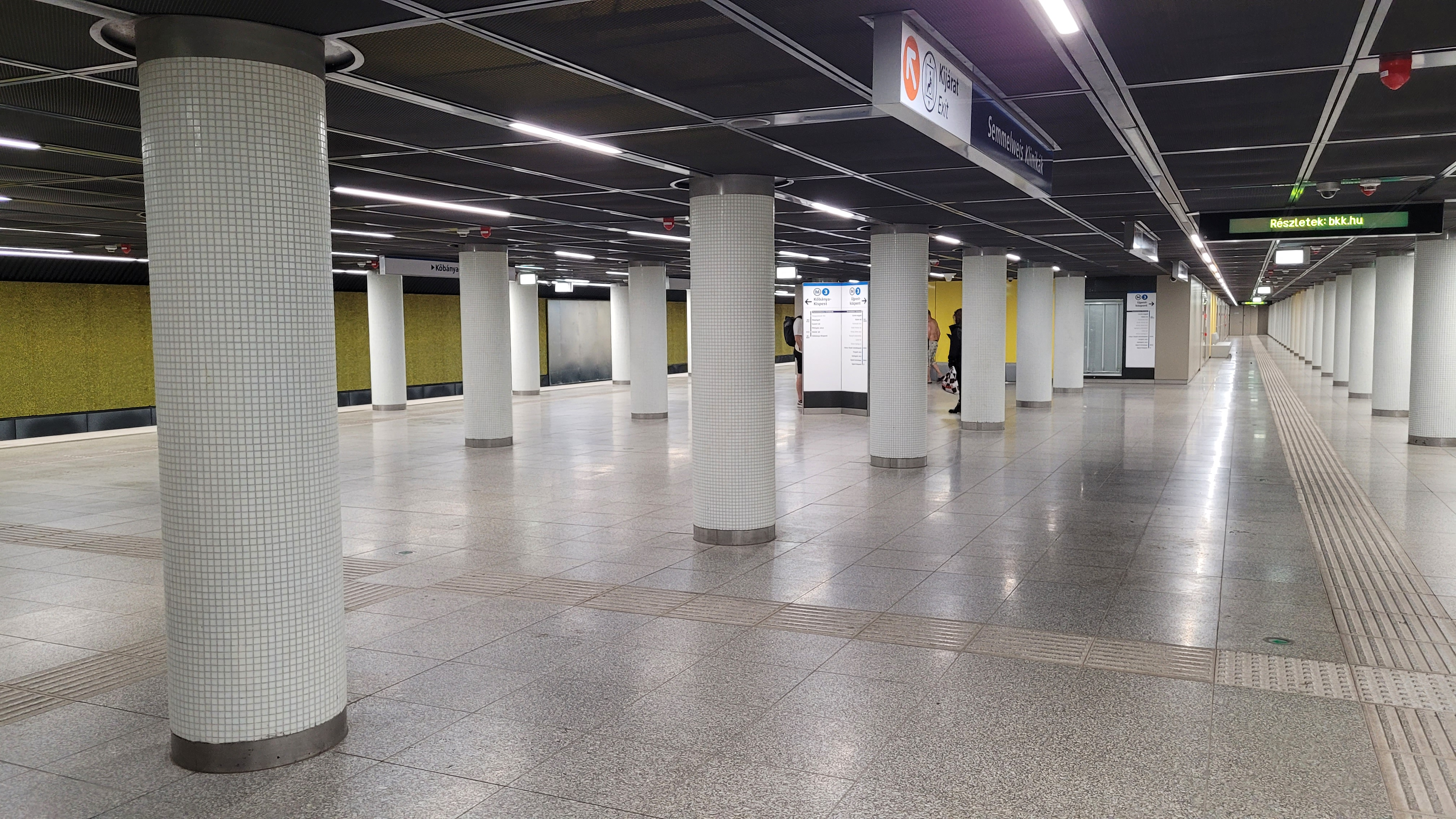
Semmelweis Klinikák (1976)
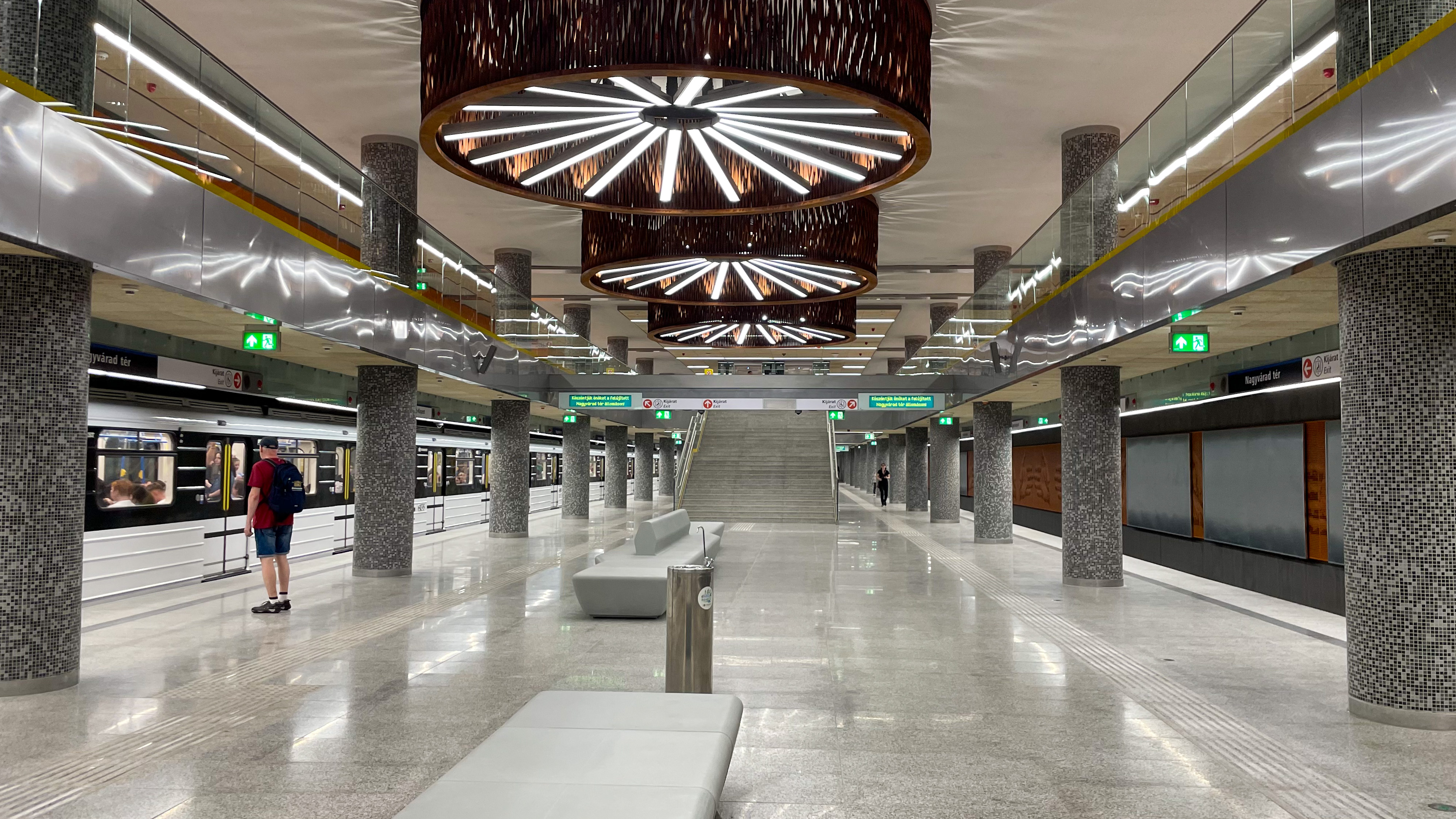
Nagyvárad tér (1976)
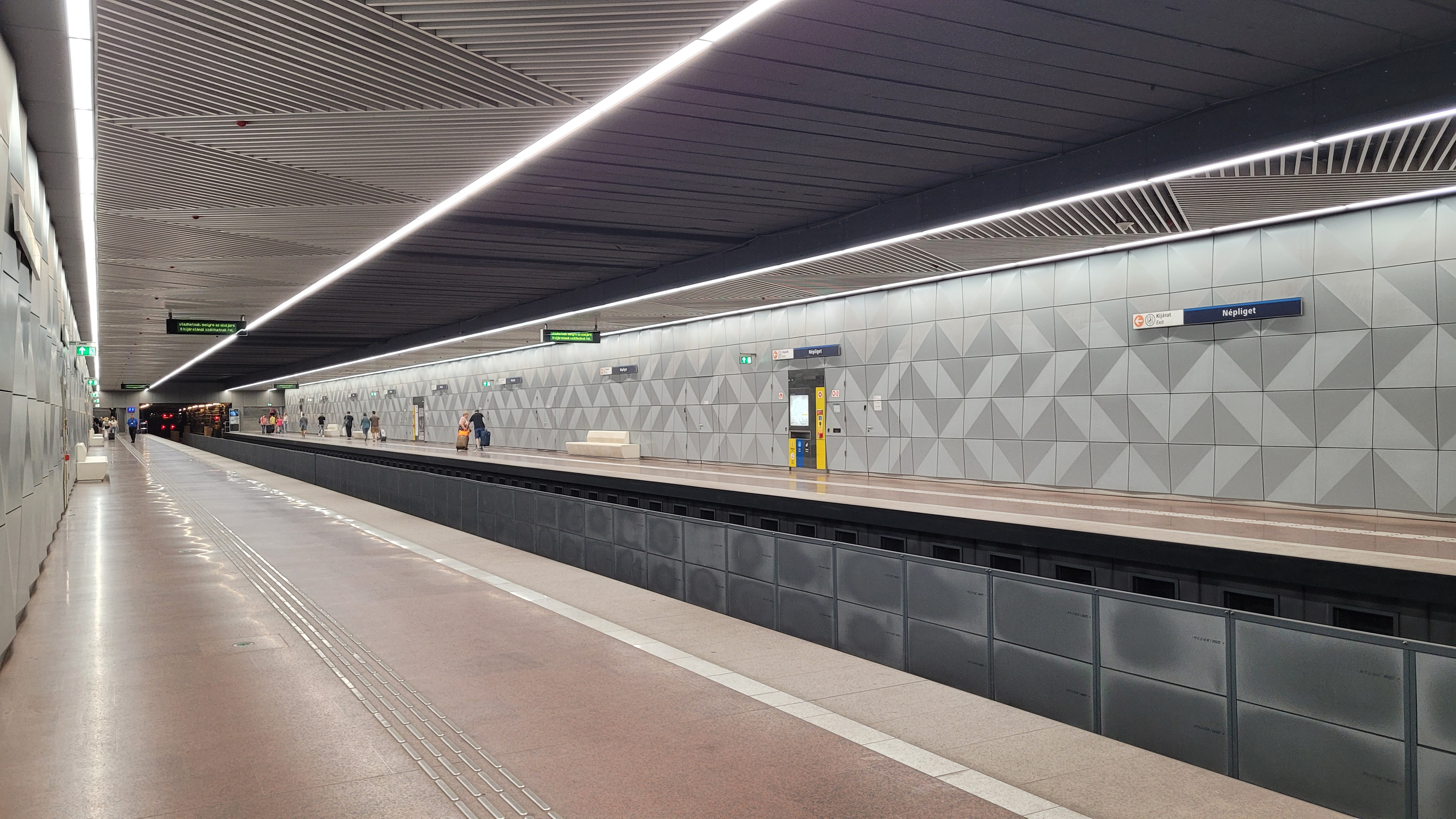
Népliget (1980)
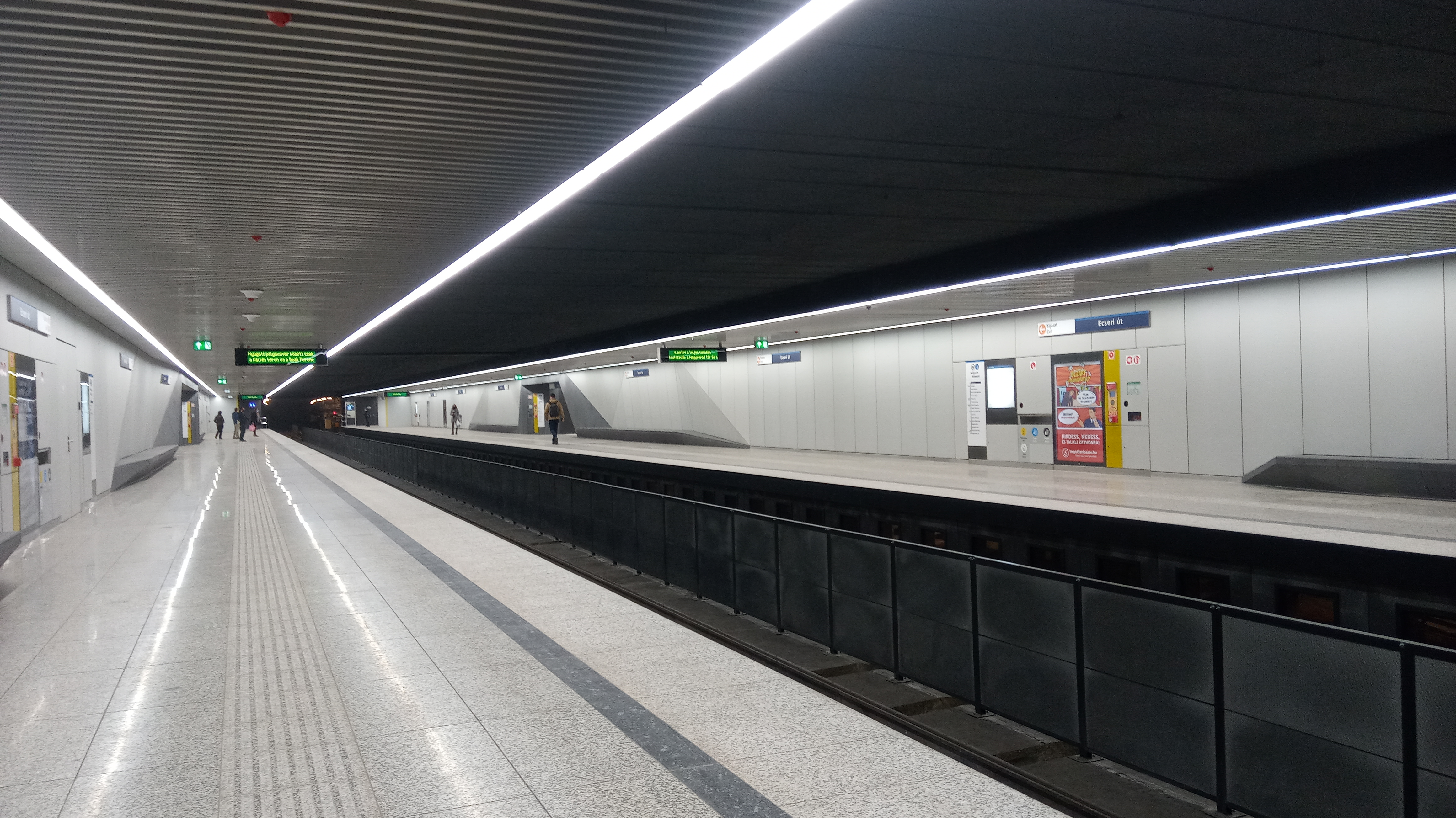
Ecseri út (1980)
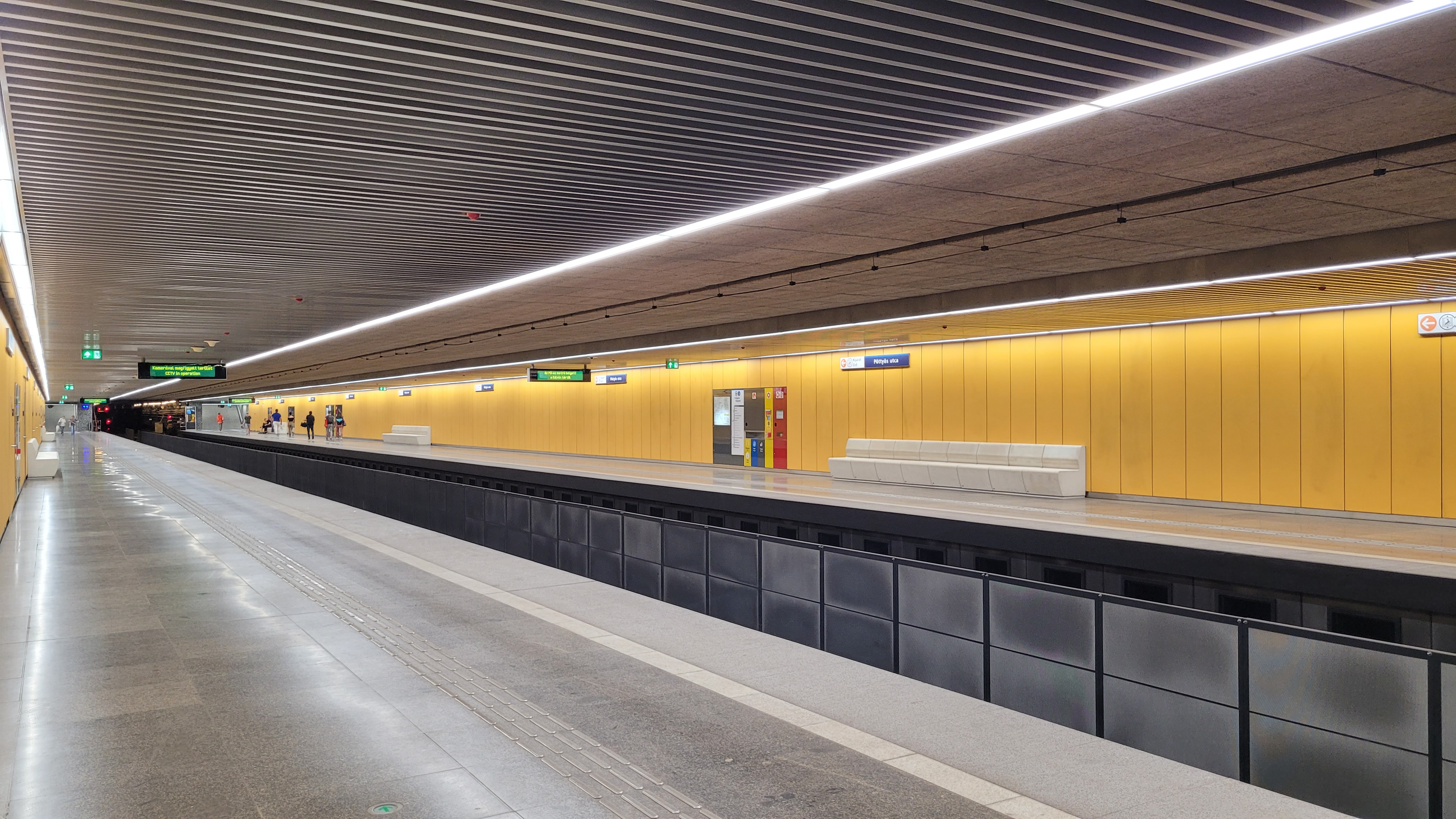
Pöttyös utca (1980)
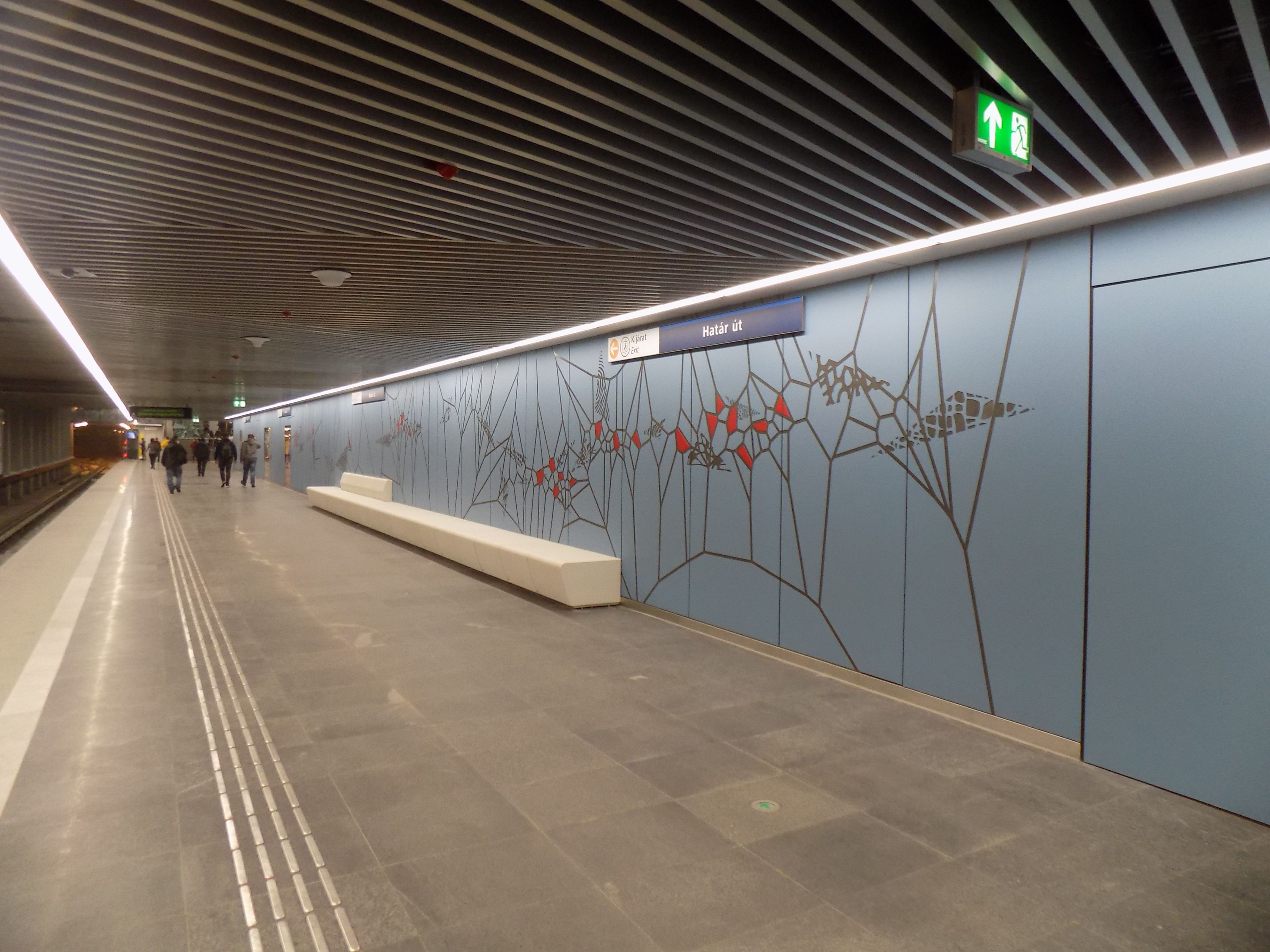
Határ út (1980)
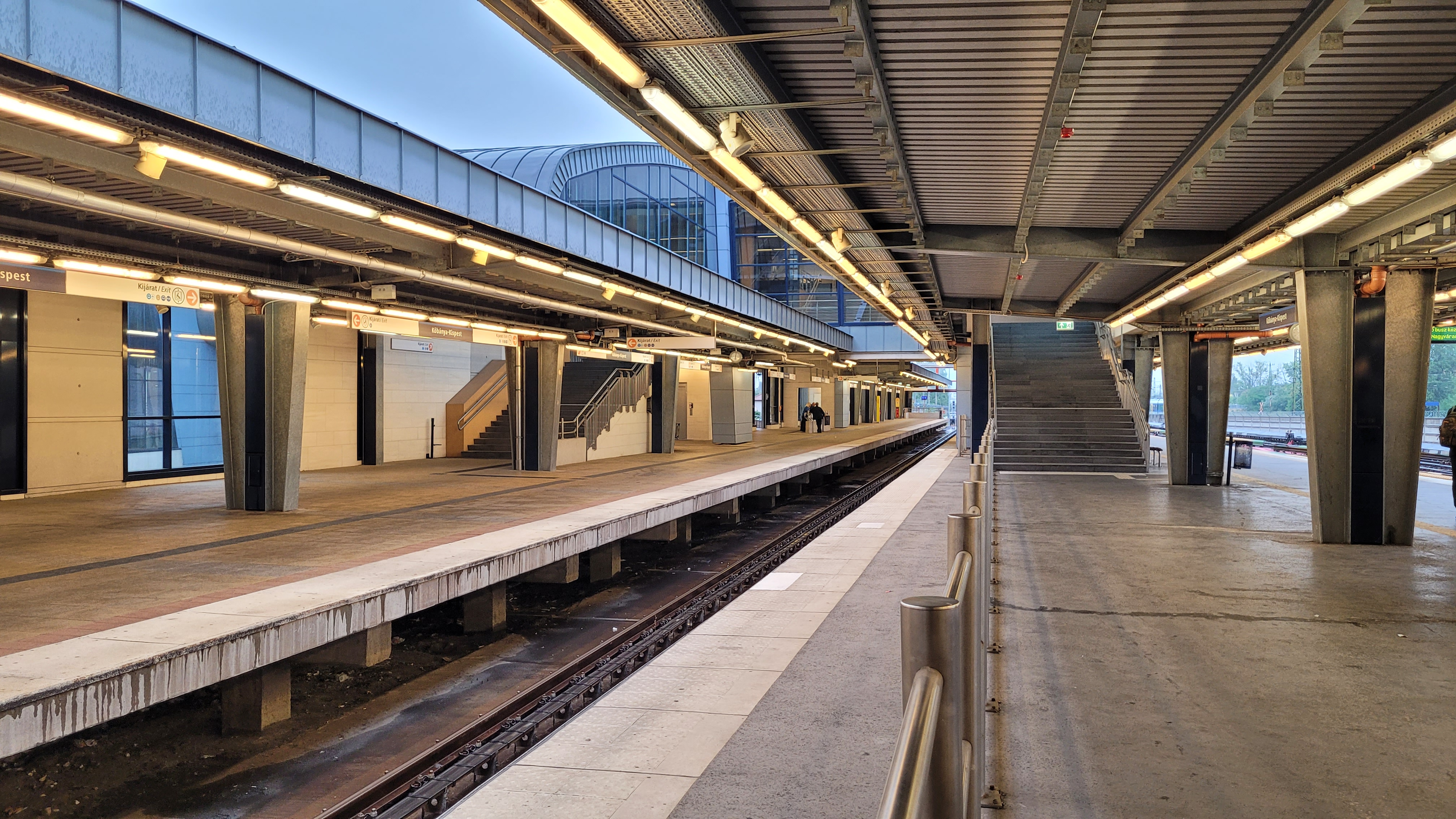
Kőbánya-Kispest (1980)

## Vozový park
Na lince jezdí rekonstruované, původně sovětské vozy typu 81-717.2K/714.2K.